# Park City (Kentucky)
Pour les articles homonymes, voir Park City.
Park City est une ville américaine située dans le comté de Barren, dans le Kentucky. Lors du recensement de l'an 2000, la population était de 517 habitants. Historiquement, la ville servait de point d'accès au Parc national de Mammoth Cave et aux « cavernes de diamants ».

## Démographie
Selon le recensement de 2000, sur les 517 habitants, on retrouvait 237 ménages et 142 familles dans le comté. La densité de population était de 303,5 habitants par km² et la densité d'habitations (263 au total) était de 60 habitations par km². La population était composée de 93,23 % de blancs, de 6,38 % d'afro-américains.
27,0 % des ménages avaient des enfants de moins de 18 ans, 48,5 % étaient des couples mariés. 21,3 % de la population avait moins de 18 ans, 7,2 % entre 18 et 24 ans, 30,6 % entre 25 et 44 ans, 22,2 % entre 45 et 64 ans et 18,8 % au-dessus de 65 ans. L'âge moyen était de 40 ans. La proportion de femmes était de 100 pour 93 hommes.
Le revenu moyen d'un ménage était de 25 313 dollars.